# Sergio Fiorentini
Pour les articles homonymes, voir Fiorentini.
Sergio Fiorentini, né à Rome le 29 juillet 1934 et mort dans cette même ville le 11 décembre 2014, est un acteur italien.

## Biographie
Né à Rome, Sergio Fiorentini a commencé sa carrière sur scène dans les années 1960, et depuis le début des années 1970, il a commencé une intense carrière en tant qu' acteur, souvent dans des rôles d'inspecteur, de commissaire de police et d'hommes en uniforme dans des néo-polars italiens. Il a aussi participé à des séries télévisées, notamment Il maresciallo Rocca et Distretto di Polizia,.
Fiorentini a également été très actif dans le doublage. Il a prête sa voix à Gene Hackman et Mel Brooks, au personnage Bumblelion dans Les Wuzzles, Rafiki dans Le Roi Lion, Alm-Onji dans Heidi, petite Fille des Alpes et de Trigger dans Robin des bois.

## Filmographie partielle

### Au cinéma
- 1973 : Les Grands Patrons (Bisturi, la mafia bianca) de Luigi Zampa
- 1976 : Opération jaguar (Italia a mano armata) de Marino Girolami
- 1977 : L'Affaire Mori (Il prefetto di ferro) de Pasquale Squitieri
- 1991 : Il muro di gomma de Marco Risi
- 1992 : L'angelo con la pistola de Damiano Damiani
- 2010 : Io, loro e Lara de Carlo Verdone
- 2013 : La mossa del pinguino de Claudio Amendola

### À la télévision

#### Séries télévisées
- 1982 : Marco Polo de Giuliano Montaldo
- 1998 : Le Comte de Monte-Cristo , mini-série de Josée Dayan
- 2010 : Saint Philippe Néri, mini-série de Giacomo Campiotti.